# Végleshuta
Végleshuta (szlovákul: Vígľašská Huta) Végleshutakálnok településrésze, 1926 előtt önálló község Szlovákiában, a Besztercebányai kerületben, a Gyetvai járásban.

## Fekvése
Nagyszalatnától 10 km-re délre fekszik. A település déli végét alkotja.

## Története
Végleshuta a 18. század első felében keletkezett a véglesi uradalom területén, egy üveghuta körül, mely a 19. század közepén szűnt meg. Táblaüveget, palackokat, poharakat, üvegkorsókat gyártottak itt. A falut 1773-ban „Vigles Huta” néven említik először. Közelében a 18. század végére még három másik település: Kálnok, Klokocs (vagy újabb nevén Hegyhát) és Sztosok (a későbbi Dombszög) alakult ki.
A 18. század végén Vályi András így ír róla: „Stebnik Huta, és Végles Huta. Két Orosz faluk Sáros Várm. földes Urai G. Aspermont, és Hutkai Uraságok, fekszenek a’ Makoviczai Uradalomban, javaik tsekéllyek, határjaiknak 1/4 része jobbatska.”
1828-ban 87 házában 651 lakos élt, akik főként mezőgazdasággal foglalkoztak.
Fényes Elek 1851-ben kiadott geográfiai szótárában így ír a faluról: „Végleshuta, Zólyom m. tót f., Nógrád vgye szélén: 649 kath., 2 evang. lak. Kat. paroch. templom. Ut. p. N.-Szalatna.”
1910-ben Végleshutának 838, túlnyomórészt szlovák lakosa volt. A trianoni diktátumig Zólyom vármegye Nagyszalatnai járásához tartozott.
1926-ban egyesítették Kálnokkal.

## Nevezetességei
Szent Márton tiszteletére szentelt római katolikus temploma 1802-ben épült.

## Külső hivatkozások
- Végleshuta Szlovákia térképén

## Lásd még
- Végleshutakálnok
- Kálnok